# Дуб лузитанский
Дуб лузитанский (лат. Quercus lusitanica) — растение семейства Буковые, вид рода Дуб, произрастающее на Балканах, в Малой Азии и Иране.

## Биологическое описание
Это — древовидный кустарник или небольшое дерево.

## Сырьё
Используемым сырьём служат так называемые «турецкие галлы», собираемые в осеннее время. Свежесобранные галлы зелёные, мягкие, сочные, шаровидно-шишковатой формы. После высушивания они становятся серыми, твёрдыми и тонущими в воде. Они могут достигать до 1,5 см в диаметре.

## Химический состав
Галлы этого растения содержат 50-60 % (иногда до 80 %) галотанина, представляющего собой пентадигаллоилглюкозу. Кроме него там содержится также свободная галловая кислота, сахар, крахмал, смола.

## Использование
Галлы являются промышленным сырьём для производства танина и его препаратов.